# Hyllie
Hyllie was een stadsdeel (Zweeds: stadsdel) van de Zweedse gemeente Malmö. Het stadsdeel telde 32.998 inwoners (2013) en heeft een oppervlakte van 9,01 km². Kirseberg bestaat voor 10 procent uit villa's en voor 90 procent uit appartementencomplexen.
Op 1 juli 2013 werd het stadsdeel samengevoegd met Limhamn-Bunkeflo, hieruit ontstond het nieuwe stadsdeel Väster.

## Geboren
- Anthony Elanga (27 april 2002), voetballer

## Deelgebieden
Het stadsdeel bestond uit de volgende 14 deelgebieden (Zweeds: delområden):
- Bellevuegården
- Borgmästaregården
- Gröndal
- Holma
- Hyllievång
- Kroksbäck
- Kroksbäcksparken
- Kulladal
- Lindeborg
- Lorensborg
- Stadionområdet
- Svågertorp
- Södertorp
- Ärtholmen